# Altiapa
Altiapa is een geslacht van vlinders in de onderfamilie Satyrinae van de familie Nymphalidae.
De wetenschappelijke naam van het geslacht werd voor het eerst geldig gepubliceerd in 1986 door Michael Parsons.
De typesoort is Platypthima decolor Rothschild & Jordan, 1905.

## Soorten
- Altiapa colorata
- Altiapa decolor
- Altiapa goliathina
- Altiapa klossi
- Altiapa pandora
- Altiapa pedaloidina